# جيبوتيداسين
جيبوتيداسين ، المباع تحت الاسم التجاري بلويبا ، هو دواء مضاد حيوي يستخدم لعلاج عدوى المسالك البولية .  جيبوتيداسين هو مثبط توبوإيزوميراز بكتيري من النوع الثاني من تريازاسينافيلين .  ويُستخدم كميسيلات جيبوتيداسين الملحية ، ويؤخذ عن طريق الفم . 
تمت الموافقة على استخدام جيبوتيداسين طبيًا في الولايات المتحدة في مارس 2025. <ref>Fick, Maggie; K, Sneha S.; Sunny, Mariam E.; Fick, Maggie (25 Mar 2025). "US FDA greenlights GSK's drug for UTIs in women and girls". Reuters (بالإنجليزية). Retrieved 2025-07-09.
1. ↑  "DailyMed - BLUJEPA- gepotidacin tablet, film coated". dailymed.nlm.nih.gov. مؤرشف من الأصل في 2025-05-12. اطلع عليه بتاريخ 2025-07-09.